# Vườn quốc gia Biscayne
Vườn quốc gia Biscayne là một vườn quốc gia của Hoa Kỳ nằm ở miền nam tiểu bang Florida, phía nam của thành phố Miami. Vườn quốc gia này bảo vệ khu bảo tồn vịnh Biscayne và vỉa san hô ngầm ngoài khơi. 95% diện tích vườn quốc gia này là nước, và các bờ biển của vịnh là vị trí của một khu rừng ngập mặn rộng lớn. Khu bảo tồn rộng 172.971 mẫu Anh (tương đương khoảng 700 km² hay 69.99 ha) và bao gồm Elliott Key, hòn đảo lớn nhất của vườn quốc gia và là hòn đảo phía cực bắc trong chuỗi đảo Florida Keys, được hình thành từ rạn san hô hóa thạch. Các hòn đảo xa hơn về phía bắc trong vườn quốc gia là những hòn đảo chuyển tiếp giữa san hô và cát. Khu vực ngoài khơi của vườn quốc gia bao gồm các khu vực phía bắc của rạn san hô Florida, một trong những rạn san hô lớn nhất thế giới.
Vườn quốc gia Biscayne bảo vệ bốn hệ sinh thái khác biệt: đầm lầy ngập mặn ven bờ, vùng nước nông của vịnh Biscayne, các hòn đảo san hô bằng đá vôi và rạn san hô Florida ngoài khơi. Các đầm lầy ven bờ của lục địa và các rìa đảo cung cấp môi trường ươm cho ấu trùng và cá chưa trưởng thành, động vật thân mềm và giáp xác. Nước vịnh là nơi sinh sống của cá trưởng thành và chưa trưởng thành, thảm cỏ biển, bọt biển, san hô mềm và lợn biển Tây Ấn.